# Distritos del Perú
En el ordenamiento jurídico del país, los distritos del Perú son subdivisiones de las provincias, de menor categoría en circunscripciones político-administrativos del país. El gobierno de cada distrito está a cargo de una municipalidad distrital encabezada por un alcalde elegido por sufragio universal cada 4 años; o de la municipalidad provincial correspondiente si se trata del distrito capital.
La Constitución Política de la República Peruana de 1823, formalizó esta división política, agregando la categoría distritos. Actualmente existen 1891 distritos en el Perú.

## Definiciones
- Distrito es la circunscripción territorial base del sistema político-administrativo, cuyo ámbito es una unidad geográfica con recursos humanos, económicos, financieros apta para el ejercicio de gobierno, administración, integración y desarrollo. Cuenta con una población caracterizada por tener identidad histórica y cultural.[3]

- Capital es el centro poblado o núcleo urbano en el cual se instala la sede administrativa de un gobierno local o regional. En provincias de gran dinámica urbana, el distrito cercano es sede de los gobiernos municipales.[4]

## Historia
La creación y la cantidad de distritos desde la independencia, en 1821, hasta la actualidad, sigue aumentando.
| Independencia | 1822-1850 | 1851-1900 | 1901-1950 | 1951-2000 | 2001-2020 | Total |
| ------------- | --------- | --------- | --------- | --------- | --------- | ----- |
| 458           | 16        | 301       | 489       | 563       | 48        | 1875  |

## Distribución
La distribución de Distritos y Provincias por cada Departamento incluye distritos y/o provincias creadas hasta el 31-12-2020, incluye la creación del Distrito de Lambras, Provincia de Tayacaja, Departamento Huancavelica, mediante Ley 31092 de fecha 17-12-2020. 
| Ubigeo | Departamento  | Provincias | Distritos |
| ------ | ------------- | ---------- | --------- |
| 01     | Amazonas      | 7          | 84        |
| 02     | Áncash        | 20         | 166       |
| 03     | Apurímac      | 7          | 85        |
| 04     | Arequipa      | 8          | 109       |
| 05     | Ayacucho      | 11         | 124       |
| 06     | Cajamarca     | 13         | 127       |
| 07     | Callao        | 1          | 7         |
| 08     | Cusco         | 13         | 116       |
| 09     | Huancavelica  | 7          | 102       |
| 10     | Huánuco       | 11         | 85        |
| 11     | Ica           | 5          | 43        |
| 12     | Junín         | 9          | 124       |
| 13     | La Libertad   | 12         | 84        |
| 14     | Lambayeque    | 3          | 38        |
| 15     | Lima          | 10         | 171       |
| 16     | Loreto        | 8          | 53        |
| 17     | Madre de Dios | 3          | 11        |
| 18     | Moquegua      | 3          | 21        |
| 19     | Pasco         | 3          | 29        |
| 20     | Piura         | 8          | 65        |
| 21     | Puno          | 13         | 110       |
| 22     | San Martín    | 10         | 78        |
| 23     | Tacna         | 4          | 28        |
| 24     | Tumbes        | 3          | 13        |
| 25     | Ucayali       | 4          | 19        |
|        | Total         | 196        | 1891      |

## Récords y datos de los distritos
- Distrito más extenso: Napo - 42298 Km2.
- Distrito menos extenso: La Punta 0.75 Km2.
- Distrito más poblado: San Juan de Lurigancho - 1177629 hab.
- Distrito menos poblado: Huampará- 137 hab.
- Distrito más densamente poblado: Surquillo 26307 hab/Km2.
- Distritos menos densamente poblados: Iñapari, Rosa Panduro y Yaguas - 0.07 hab/Km2.
- Distrito con el nombre más largo: Coronel Gregorio Albarracín Lanchipa.
- Distritos con los nombres más cortos: Aco (provincia de Concepción), Aco (provincia de Corongo), Ate, Ayo, Ica, Ilo, Ite y Uco.
- Distrito más septentrional: Teniente Manuel Clavero.
- Distrito más austral: La Yarada-Los Palos
- Distrito más occidental: La Brea.
- Distrito más oriental: Tambopata.
- Distrito con más IDH: La Molina. 1.021 puntos, similar de desarrollado a Suiza (segundo país más desarrollado del mundo)
- Distrito con menos IDH: Huayrapata. 0.314 puntos, similar de desarrollado a Somalia (país menos desarrollado del mundo)
- Distrito con menos pobreza: San Isidro (provincia de Lima)
- Distrito con más pobreza: Uchuraccay.
- Distritos con el punto geográfico más alto: Shilla y Yungay (nevado Huascarán) 6768 m.s.n.m
- Distrito con el punto geográfico más bajo: Sechura (depresión de Sechura) -34 m.s.n.m
- Distrito con la ciudad más alta: Ananea (La Rinconada) 5100 m.s.n.m
- Distrito con la ciudad más baja: Callao (Callao) 5 m.s.n.m
- Distritos conformados por únicamente islas: Amantaní y Anapia.
- Distrito conformado mayoritariamente por islas: La Punta
- Distrito con exclave: Tacna (exclave "El Chinchorro", rodeado de territorio chileno)
- Distrito separado entre sí: Chucuito.
- Distrito en crearse último: Santa Rosa de Loreto, 3 de julio de 2025 (0 años).